# 上海农村商业银行

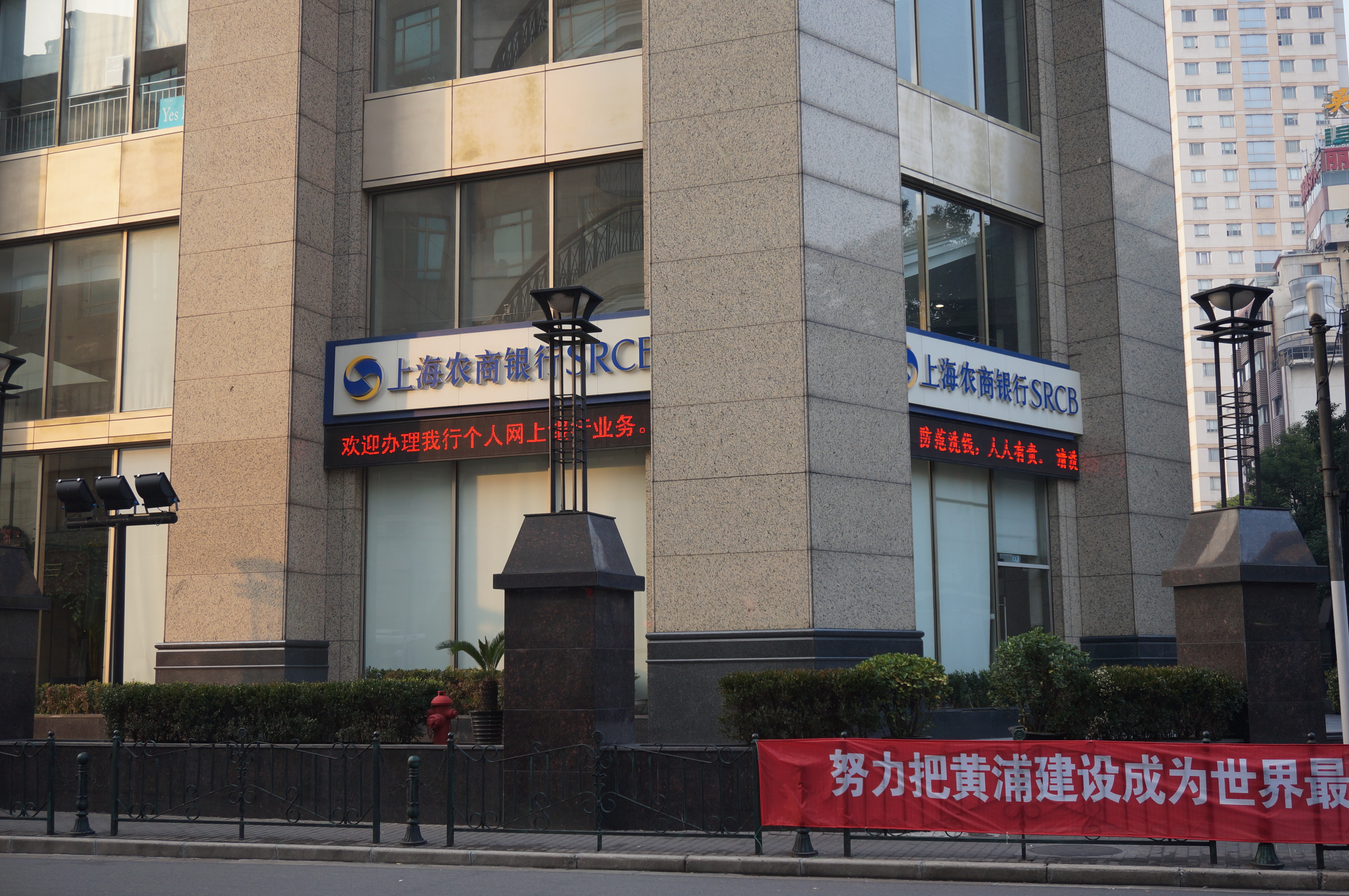
上海农商银行黄浦支行

上海农村商业银行（简称：上海农商银行；上交所：601825，简称：沪农商行）是一家总部设立在中國上海的法人银行。

## 历史
其成立于2005年8月25日，註冊資本為50億元人民幣，營業網點超370家，員工總數約5500人。上海农商银行前身是有着逾50年历史的上海农村信用社，并此基础上整体改制而成的一家股份制商业银行，从而成为全国首家在农信基础上改制成功的股份制商业银行。它也是上海地区小企业贷款客户和金额最多的银行和全国首家推出金融便利店及提供晚间人工服务的银行。
截止2020年末，总资产10,569.77亿元，各项存款7,636.17亿元，各项贷款5,306.73亿元，个人客户1,619万户 （不含信用卡客户），
2017年1月4日澳新銀行以18.4億澳元，折合約13.2億美元（約102億港元），出售所持有的上海农村商业银行20%股份给上海中波企业管理發展公司和中國遠洋海運集團。9月18日，宝钢股份发布公告称，董事会同意公司向澳大利亚和新西兰银行集团有限公司收购上海农村商业银行股份有限公司10%股权，收购对价45.95亿元。2019年3月15日，中国太平收购上海农村商业银行4.78%股权，总价28.6亿元人民币。
2020年11月26日，中国证券监督管理委员会第十八届发审委2020年第169次会议审核结果显示，上海农商银行首发获通过，这也是该年首家A股发行成功过会的农商行。2021年8月19日，上海农商银行在上交所主板挂牌上市。

## 十大股東
根据上海农商银行2020年5月申报至中国证监会的IPO招股说明书报批稿，截至2020年3月31日，该行的十大股东为：
1. 上海國有資產經營有限公司：9.22%
2. 中國遠洋海運集團：9.22%
3. 宝山钢铁股份有限公司：9.22%
4. 中国太平洋人寿保险股份有限公司：6.45%
5. 上海國際集團有限公司：5.55%
6. 上海国盛集团资产有限公司：5.46%
7. 浙江沪杭甬高速公路股份有限公司：5.36%
8. 太平人寿保险有限公司：4.78%
9. 上海申迪（集团）有限公司：4.12%
10. 览海控股（集团）有限公司：3.87%

除此之外，上海国际集团资产管理有限公司还另持有3.69%的该行股份。